# Eumichtis tephra
Eumichtis tephra là một loài bướm đêm trong họ Noctuidae.